# Karl August von Thurn und Taxis

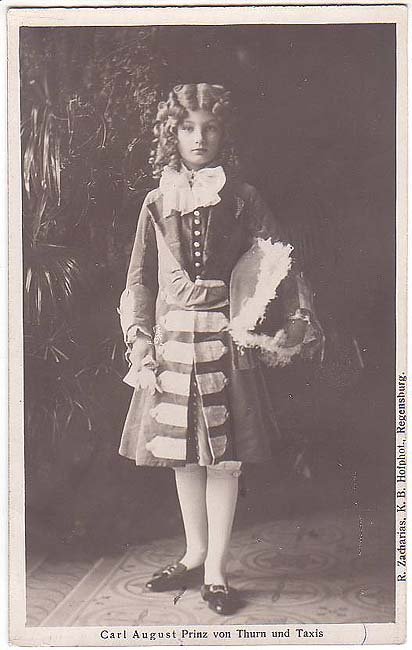
Karl August von Thurn und Taxis

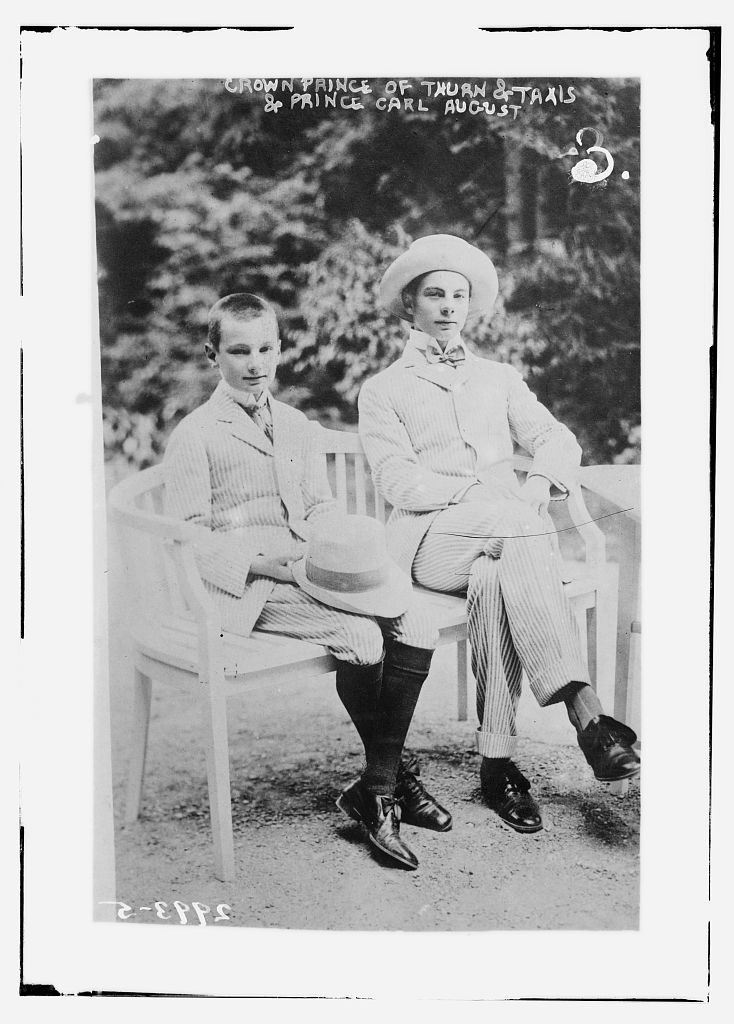
Karl August von Thurn und Taxis und Bruder Franz Joseph

Karl August Joseph Maria Maximilian Lamoral Antonius Ignatius Benediktus Valentin Prinz von Thurn und Taxis, auch Carl August, (* 23. Juli 1898 in Schloss Garatshausen; † 26. April 1982 in Regensburg) war ab 1971 Familienoberhaupt des Hauses Thurn und Taxis. Als Oberhaupt der Familie nannte er sich Fürst von Thurn und Taxis und war unter diesem Namen auch von 1971 bis zu seinem Tod allgemein bekannt.

## Leben

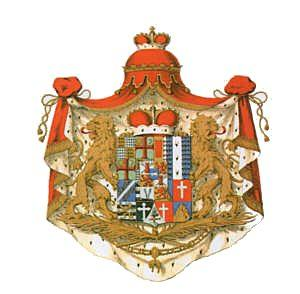
Wappen des Fürstenhauses von Thurn und Taxis

Karl August wurde als zweitältester Sohn des Fürsten Albert von Thurn und Taxis und der Erzherzogin Margarethe von Österreich auf Schloss Garatshausen im oberbayerischen Landkreis Starnberg geboren.
Nach dem Abitur an einem Regensburger Gymnasium studierte er an der Julius-Maximilians-Universität Würzburg Naturwissenschaften.
Am 18. August 1921 heiratete er auf Schloss Taxis bei Dischingen die portugiesische Infantin Maria Anna von Braganza (* 3. September 1899; † 23. Juni 1971), die Schwester der Ehefrau seines älteren Bruders Franz Joseph.
Nach der Heirat lebte er zusammen mit seiner Ehefrau auf Gut Höfling bei Regensburg und bewirtschaftete das nahe gelegene landwirtschaftliche Gut Burgweinting, wo auch seine Kinder aufwuchsen.
Als entschiedener Gegner des NS-Regimes verbot er seinen Kindern nach der Machtübernahme durch die Nationalsozialisten, in die Hitlerjugend einzutreten.
Während des Zweiten Weltkrieges wurde er wie sein Bruder Franz Joseph zur Wehrmacht eingezogen. Nach einer Denunziation wegen Abhörens feindlicher Rundfunksendungen der BBC wurde Karl August am 8. August 1944 in Höfling von der Gestapo verhaftet und vor dem Volksgerichtshof wegen Wehrkraftzersetzung und Verstoßes gegen das Rundfunkgesetz vom 1. September 1939 angeklagt. Trotz Interventionen durch die portugiesische Gesandtschaft in Wien war er bis gegen Kriegsende im Landshuter Gestapo-Gefängnis inhaftiert. Seitdem blieb er zeitlebens ein Feind jeglicher Form des Totalitarismus, oder wie er es selbst ausdrückte:

„Ich habe es gelernt, immer meine Meinung zu sagen. Und ich achte die Meinung jedes Mitmenschen. Nur den Opportunisten mag ich nicht.“

Nach dem Tode seines älteren Bruders Franz Joseph im Jahre 1971 (dessen einziger Sohn Gabriel war im Zweiten Weltkrieg gefallen) wurde er im Alter von 73 Jahren Oberhaupt des Hauses Thurn und Taxis. In dieser Zeit sorgte er vor allem für die Modernisierung der Thurn und Taxisschen land- und forstwirtschaftlichen Besitztümer und ließ dort für seine Arbeiter und Angestellten Wohnhäuser errichten.
Daneben unterstützte er weiterhin die Bewahrung des kulturell-historischen Erbes des Hauses Thurn und Taxis. Er ließ vor allem Teile der Innenausstattung des Schlosses St. Emmeram restaurieren, ebenso wie die Wandteppiche aus dem 17. und 18. Jahrhundert.
Nach seinem Tod am 26. April 1982 wurde er in der Gruftkapelle des Schlosses St. Emmeram beigesetzt. Ihm folgte sein Sohn Johannes von Thurn und Taxis als Oberhaupt der Familie Thurn und Taxis nach.

## Ehrungen (Auswahl)
- 1973: Ehrenbürger der Gemeinde Dischingen
- 1978: Großes Verdienstkreuz mit Stern der Bundesrepublik Deutschland[6]
- 1978: Ehrenbürger der Stadt Regensburg[7][8]
- Orden vom Goldenen Vlies, verliehen von Otto von Habsburg[4]

## Nachkommen
- Clothilde Alberta Maria Franziska Xaveria Andrea (1922–2009)

⚭ Johann Moritz Prinz von und zu Liechtenstein (1914–2004)
- Mafalda Theresia Franziska Josepha Maria (1924–1989)

⚭ Franz Prinz von Thurn und Taxis (1915–1997)
- Johannes Baptista de Jesus Maria Louis Miguel Friedrich Bonifazius (1926–1990)

⚭ Mariae Gloria Gräfin von Schönburg-Glauchau
- Albert (1930–1935)

## Vorfahren
| Ahnentafel Karl August von Thurn und Taxis (1898–1982) | Ahnentafel Karl August von Thurn und Taxis (1898–1982)                                                           | Ahnentafel Karl August von Thurn und Taxis (1898–1982)                                                           | Ahnentafel Karl August von Thurn und Taxis (1898–1982)                                                           | Ahnentafel Karl August von Thurn und Taxis (1898–1982)                                                           | Ahnentafel Karl August von Thurn und Taxis (1898–1982)                                                                      | Ahnentafel Karl August von Thurn und Taxis (1898–1982)                                                                      | Ahnentafel Karl August von Thurn und Taxis (1898–1982)                                                                      | Ahnentafel Karl August von Thurn und Taxis (1898–1982)                                                                      |
| ------------------------------------------------------ | --- | --- | --- | --- | --- | --- | --- | --- |
| Urgroßeltern                                           | Fürst Maximilian Karl von Thurn und Taxis (1802–1871) ⚭ 1828 Frauen Wilhelmine von Dörnberg (1803–1835)          | Fürst Maximilian Karl von Thurn und Taxis (1802–1871) ⚭ 1828 Frauen Wilhelmine von Dörnberg (1803–1835)          | Herzog Max Joseph in Bayern (1808–1888) ⚭ 1828 Herzogin Ludovika Wilhelmine von Bayern (1808–1892)               | Herzog Max Joseph in Bayern (1808–1888) ⚭ 1828 Herzogin Ludovika Wilhelmine von Bayern (1808–1892)               | Erzherzog Joseph Anton Johann von Österreich (1776–1847) ⚭ 1819 Erzherzogin Maria Dorothea von Württemberg (1797–1855)      | Erzherzog Joseph Anton Johann von Österreich (1776–1847) ⚭ 1819 Erzherzogin Maria Dorothea von Württemberg (1797–1855)      | Prinz August von Sachsen-Coburg und Gotha (1818–1881) ⚭ 1843 Prinzessin Clementine d’Orléans (1817–1907)                    | Prinz August von Sachsen-Coburg und Gotha (1818–1881) ⚭ 1843 Prinzessin Clementine d’Orléans (1817–1907)                    |
| Großeltern                                             | Fürst Maximilian Anton von Thurn und Taxis (1831–1867) ⚭ 1858 Herzogin Helene in Bayern (1834–1890)              | Fürst Maximilian Anton von Thurn und Taxis (1831–1867) ⚭ 1858 Herzogin Helene in Bayern (1834–1890)              | Fürst Maximilian Anton von Thurn und Taxis (1831–1867) ⚭ 1858 Herzogin Helene in Bayern (1834–1890)              | Fürst Maximilian Anton von Thurn und Taxis (1831–1867) ⚭ 1858 Herzogin Helene in Bayern (1834–1890)              | Erzherzog Joseph Karl Ludwig von Österreich (1833–1905) ⚭ 1864 Prinzessin Clotilde von Sachsen-Coburg und Gotha (1846–1927) | Erzherzog Joseph Karl Ludwig von Österreich (1833–1905) ⚭ 1864 Prinzessin Clotilde von Sachsen-Coburg und Gotha (1846–1927) | Erzherzog Joseph Karl Ludwig von Österreich (1833–1905) ⚭ 1864 Prinzessin Clotilde von Sachsen-Coburg und Gotha (1846–1927) | Erzherzog Joseph Karl Ludwig von Österreich (1833–1905) ⚭ 1864 Prinzessin Clotilde von Sachsen-Coburg und Gotha (1846–1927) |
| Eltern                                                 | Fürst Albert von Thurn und Taxis (1867–1952) ⚭ 1890 Erzherzogin Margarethe Klementine von Österreich (1870–1955) | Fürst Albert von Thurn und Taxis (1867–1952) ⚭ 1890 Erzherzogin Margarethe Klementine von Österreich (1870–1955) | Fürst Albert von Thurn und Taxis (1867–1952) ⚭ 1890 Erzherzogin Margarethe Klementine von Österreich (1870–1955) | Fürst Albert von Thurn und Taxis (1867–1952) ⚭ 1890 Erzherzogin Margarethe Klementine von Österreich (1870–1955) | Fürst Albert von Thurn und Taxis (1867–1952) ⚭ 1890 Erzherzogin Margarethe Klementine von Österreich (1870–1955)            | Fürst Albert von Thurn und Taxis (1867–1952) ⚭ 1890 Erzherzogin Margarethe Klementine von Österreich (1870–1955)            | Fürst Albert von Thurn und Taxis (1867–1952) ⚭ 1890 Erzherzogin Margarethe Klementine von Österreich (1870–1955)            | Fürst Albert von Thurn und Taxis (1867–1952) ⚭ 1890 Erzherzogin Margarethe Klementine von Österreich (1870–1955)            |
| Karl August von Thurn und Taxis (1898–1982)            | | | | | | | | |